# Jan Evert Lewe van Aduard (1774-1832)
Jan Evert Lewe van Aduard (Groningen, 2 september 1774 — op de Schelde nabij de Kruisschans, 12 december 1832) was een Nederlandse schout-bij-nacht, commandant der zeemacht voor Antwerpen, lid van de ridderschap van Groningen (1815) en Ridder in de Militaire Willems-Orde.

## Biografie
Jhr. Lewe van Aduard werd in 1774 geboren als zoon van de gecommitteerde Raad der Ommelanden Evert Joost Lewe en Henriette Pauline van Holsten. Hij trouwde op 2 december 1804 te Curaçao met Gijsberta Jannetje Martha de Veer. Hij werd in 1815 benoemd als lid van de Ridderschap van Groningen. Hij maakte carrière bij de marine. Hij nam in 1821 als kapitein ter zee deel aan de tweede expeditie naar Palembang in het voormalige Nederlands Indië. Voor zijn verrichtingen tijdens deze expeditie werd hij benoemd tot Ridder in de Militaire Willems-Orde.
Lewe van Aduard gaf tijdens de Belgische Opstand als schout-bij-nacht leiding aan de operaties op de Schelde nabij Antwerpen. In 1830 werd Lewe van Aduard benoemd tot Ridder in de Orde van de Nederlandse Leeuw. Hij sneuvelde op 12 december 1832 aan boord van het fregat Zr.Ms. Euridice nadat hij was geraakt door een scherf van een bom. Zijn stoffelijk overschot werd naar Vlissingen vervoerd, waar hij op 31 december 1832 werd begraven. In Vlissingen en in Groningen werden monumenten ter nagedachtenis aan hem opgericht. In 1931 werd bij zijn monument in Vlissingen een herdenkingsplechtigheid gehouden. Zijn monument in Groningen werd in 1938 en in 1974 gerestaureerd met behulp van bijdragen uit het monumentenfonds van de vereniging "Stad en Lande".

## Literatuur

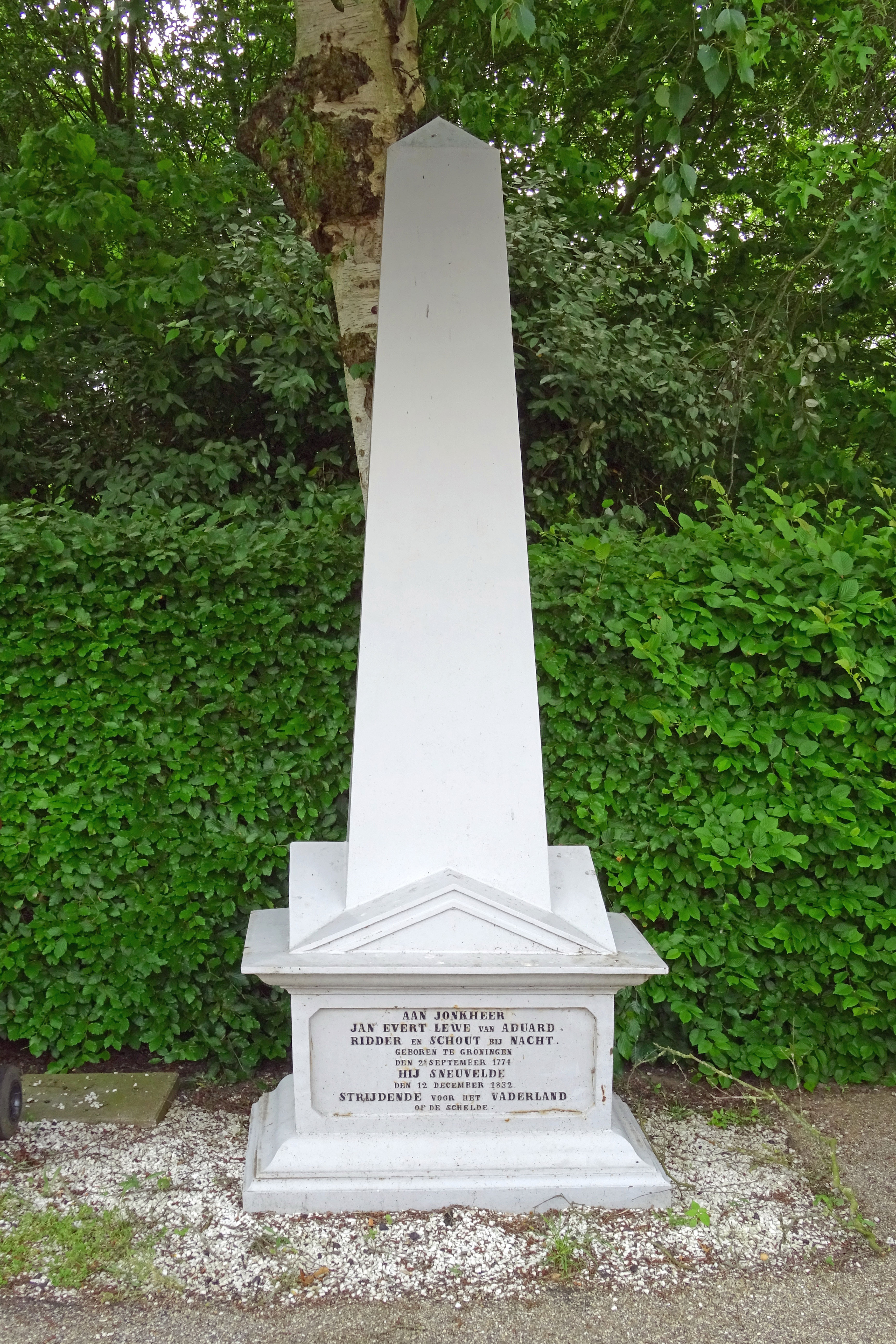
Grafmonument voor Lewe van Aduard op de Zuiderbegraafplaats in Groningen
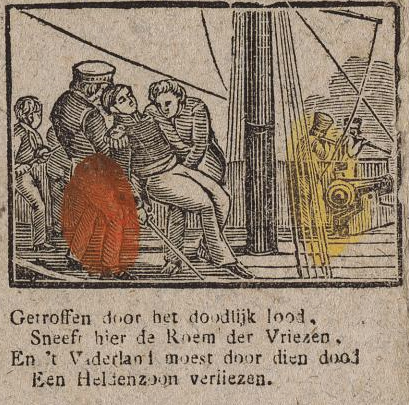
"Het sneuvelen van den Schout-bij-nacht Lewe van Aduard" (Atlas van Stolk)